# Infa-Riot
Infa-Riot (сокращение от In for a Riot) — британская панк-группа, образованная в 1979 году в Лондоне, Англия, братьями Ли и Флойдом Уилсонами и три года спустя оказавшаяся в лидерах oi!-движения. Infa-Riot распались, выпустив два студийных и один концертный альбом Live And Loud, но остались в истории как «одна из лучших oi!-групп всех времен».

## История группы
Infa-Riot образовались в 1979 году, когда братья и Ли и Флойд Уилсоны вскоре после переезда из Плимута в северный район Лондона объединили усилия с Барри Дэймери и Марком Рейнольдсом.
Главным примером для подражания молодым музыкантам служили Angelic Upstarts: тем приятнее им было — первый (и в высшей степени восторженный) отзыв о своем концерте в Hornsey Community Center, всего четвертом по счёту, увидеть в еженедельнике Sounds, подписанным самим Мензи.
Многим также запомнился концерт группы в лондонском Lyceum, где, предваря выступления Chelsea и The Dark, они, по свидетельству очевидцев, превзошли хедлайнеров во всех отношениях, после чего сразу в нескольких фэнзинах об Infa-Riot написали как о новой «boot boys»-сенсации. При этом группа постоянного барабанщика не имела: они сменялись здесь ежемесячно.
Под впечатлением от концертов Infa-Riot в связке с Angelic Upstarts, Гарри Бушелл (в то время сотрудничавший с Sounds), предложил группе принять участие в комплектовании второго Oi!-сборника Strength Thru Oi!. Та предоставила два трека: «Riot Riot» и «We Out Number You», политическая злободневность которых тут же заставила многих обратить на новую группу внимание.
В октябре 1981 года вышел дебютный сингл группы «Kids Of The 80’s» поднялся до 8-го места в UK Indie Chart. Группа вышла в британский тур с The Business, появилась на третьем сборнике бушелловской серии Carry On Oi! и провела очередные гастроли — на этот раз с The Exploited. Именно Infa-Riot выступили на открытии легендарного (и позже почти забытого) панк-клуба Skunx. В феврале 1982 года группа выступила на фестивале Gathering Of The Clans в Шотландии вместе с The Exploited, Vice Squad и Anti-Nowhere League в числе прочих.
Второй сингл «The Winner» (май 1984) несколько разочаровал фэнов, но в сентябре на Secret Records вышел дебютный альбом Still Out Of Order, который уже в общенациональных списках поднялся до 42 места. Трек «Feel The Rage» вошел в мини-альбом Britannia Waives The Rules (где также были представлены вещи Chron Gen и Exploited).
Вскоре после этого релиза лейбл Secret Records прекратил своё существование и в конце 1983 года группа подписалась к Panache Records, переименовавшись в The Infas. Примерно в это время она попала в заголовки национальных новостей после того, как вступила в ожесточённую схватку с фанатами, рабочими сцены и участниками нацистской группы Skrewdriver в лондонском клубе 100.
В феврале 1984 года The Infas выпустили альбом Sound And Fury, за которым последовал одноимённый сингл. Оба релиза успеха не имели и группа распалась, хотя год спустя дала концерт в Лидсе, записанный и выпущенный лейблом Link Records.

## Дискография

### Альбомы
- Still Out of Order (Secret, 1982, Сaptain Oi!, 1993)
- Sound and Fury (Panache, 1984)
- Live and Loud (Link, 1986)
- Old And Angry (Randale, 2017)

### Синглы
- Kids of the 80’s (Secret, 1981)
- The Winner (Secret, 1982)
- Sound and Fury (Panache, 1984)

### Сборники
- Strength Through Oi! (Decca, 1981)
- Carry On Oi! (Secret, 1981)
- Britannia Waives The Rules 12" (Secret, 1982)
- Wargasm (Pax, 1982)
- A Guaranteed Mug Free Zone (Link, 1988)[3]